# 양주 회암사지 무학대사비
양주 회암사지 무학대사비(楊州 檜巖寺址 無學大師碑)는 대한민국 경기도 양주시 회암사지에 있는, 무학대사를 기념하여 세운 비이다. 조선 태조 시기 왕사였던 무학을 기념하여 세운 것이다. 무학대사의 승탑, 쌍사자 석등과 함께 있다. 경기도의 유형문화재 제51호로 지정되어 있다.
태종의 명으로 건립된 무학대사비는 무학대사의 행장을 토대로 비문을 지어 해서체로 새겼다.
1821년(순조 21년) 봄에 이응준(李膺峻)이라는 선비가 회암사 삼화상[三和尙 : 지공(指空), 나옹(懶翁), 무학(無學)]의 비와 부도를 제거하고 선친의 유해를 안장하면 대길하다는 술사(術士) 조대진(趙大鎭)의 말을 듣고 회암사지 북쪽 언덕에 있던 지공의 부도와 무학대사비를 헐고 그 자리에 선친을 투장(偸葬)하는 사건이 발생하였다. 다행이 비문의 훼손은 심하지 않아, 1828년(순조 28년)에 새로 만들어 세웠다. 처음 세워진 비는 기단과 지붕만이 남아 전해지고 있다.